# Sun King
"Sun King" é uma canção da banda de rock inglesa The Beatles, do álbum Abbey Road, de 1969. Escrita por John Lennon e creditada a Lennon–McCartney, é a segunda música do medley climático do álbum. Assim como outras faixas do álbum (notadamente "Because"), a música apresenta harmonias vocais exuberantes e multifaixas, fornecidas por Lennon, Paul McCartney e George Harrison. Foi gravada em sequência com "Mean Mr Mustard".
A canção foi provavelmente inspirada na biografia de Nancy Mitford sobre o rei frânces Luís XIV, com a letra alternando entre espanhol, italiano, português e inglês, com uma falsa mistura de línguas românicas nos últimos versos da canção. "Sun King" foi gravada em 24 e 25 de julho de 1969 e lançada em 26 de setembro do mesmo ano no álbum Abbey Road.

## Antecedentes e composição
Embora Lennon provavelmente tenha tirado o título de The Sun King, a biografia de Nancy Mitford de 1966 sobre o rei francês Luís XIV, a música desce para espanhol, italiano e português, com uma ou outra frase em inglês.
Uma falsa mistura de línguas românicas ocorre nos últimos três versos da música. Em 1969, Lennon foi entrevistado sobre essas letras e disse: "Nós apenas começamos a brincar, você sabe, cantando 'cuando para mucho'. Então nós apenas inventamos... Paul sabia algumas palavras em espanhol da escola, você sabe. Então nós apenas juntamos quaisquer palavras em espanhol que soassem vagamente como algo. E é claro que colocamos 'chicka ferdy'. Essa é uma expressão de Liverpool. Tipo - não significa nada para mim, mas (provocação infantil) 'na-na, na-na-na!'". Em uma entrevista em 1987, Harrison disse que a gravação foi inspirada em "Albatross" do Fleetwood Mac. "Na época, 'Albatross' (do Fleetwood Mac) estava saindo, com todo o reverb na guitarra. Então dissemos: 'Vamos ser o Fleetwood Mac fazendo Albatross, só para começar.' Nunca soou realmente como o Fleetwood Mac... mas esse foi o ponto de origem."

## Estrutura musical
A música está na tonalidade de dó e o refrão ("Here comes the Sun King") envolve uma progressão I (C)–Imaj7 (acorde Cmaj7 )–v7 (acorde Gm7 )–VI7 (acorde A7 ) contra uma harmonia vocal C–B–B ♭ –A. Ele também apresenta extensões 7ª e 6ª que o autor Dominic Pedler descreveu como "psicodélicas". Uma característica interessante (de acordo com Pedler) é a substituição do acorde Gm7 pelo acorde dominante C7 na palavra "Sun". Isto representa um exemplo da regra do jazz que permite que um acorde de sétima dominante (V) (aqui C7 ) seja substituído por um acorde menor uma quinta acima (aqui Gm7 ). A voz síncrona B ♭ harmoniza com a ♭ 3ª (nota B ♭ ) do acorde Gm7. A coda que começa "Cuando para mucho", que é uma cópia exata da introdução instrumental, é inicialmente cantada em um ii (acorde F ♯ m7), que se move para V–I (acordes B6 a E6) em "cora-zon", então alterna de volta para ii (F ♯ m7) em "Mundo paparazzi" e "Cuesto obrigato" antes de novamente V–I (B6 – E6 ) em "para-sol" e "carou-sel".
A música também é notável pelo acorde ii construído vocalmente na segunda inversão (Dm7/A) que surge na transição "Ahh" para o verso. O uso frequente de acordes de sexta adicionados na música acentua sua sensação onírica. A música também tem um exemplo de harmonia de 9ª maior no acorde Cmaj 9 em "Here comes the Sun King"; aqui, acima da tríade tônica em dó maior, tanto B (sétima) quanto D (nona) se combinam nos vocais "para formar uma fanfarra adequadamente exuberante para o próprio monarca".

## Gravação
Lennon tocou as primeiras versões de "Sun King" durante as sessões de Get Back, que se tornaria Let It Be em Twickenham, em 2, 3 e 10 de janeiro de 1969. Ele frequentemente fazia a transição da música para "Don't Let Me Down", como ouvido no disco bônus "Fly On The Wall" com as primeiras cópias de Let It Be… Naked de 2003. "Sun King", que supostamente veio a Lennon em um sonho, abre com o som de sinos e bolhas – parte do crossfade que une a música ao final de "You Never Give Me Your Money". Uma passagem de guitarra então começa, influenciada pelo hit instrumental de 1969 do Fleetwood Mac, "Albatross".
Sob o título provisório de "Here Comes The Sun-King" (posteriormente trocado devido à sua semelhança com "Here Comes the Sun"), os Beatles começaram a gravar "Sun King"/"Mean Mr Mustard" como um em 24 de julho de 1969. Eles gravaram 35 takes da faixa básica, embora o take sete fosse uma versão de "Ain't She Sweet", posteriormente lançada na Anthology 3. O take 20 de "Sun King"/"Mean Mr Mustard", enquanto isso, pode ser ouvido em alguns formatos da reedição do 50º aniversário de Abbey Road.
O baixo de Paul McCartney foi gravado na faixa um da fita de oito faixas, a bateria de Ringo Starr estava na faixa dois, a guitarra de John Lennon estava na três, a guitarra de Harrison estava na quatro, e o vocal guia de Lennon estava na seis. A tomada final, 35, foi considerada a melhor. No dia seguinte, o grupo fez overdubs de vocais, piano e órgão, este último tocado por George Martin. Eles terminaram as duas músicas em 29 de julho, com a adição de mais vocais, piano, órgão e percussão.

## Versões alternativas
Parte da seção do meio da música foi invertida e renomeada como "Gnik Nus" no álbum Love de 2006. A introdução de guitarra de "Sun King" também apareceu no final de "Octopus's Garden" no mesmo álbum.
Em 1976, os Bee Gees fizeram um cover da música para o documentário musical All This and World War II. Em 26 de setembro de 2019, o The Bright Light Social Hour lançou um cover de "Sun King" em comemoração ao 50º aniversário do Abbey Road.

## Créditos
Os músicos presentes na música são:
- John Lennon – vocal principal, harmonia e backing vocal, guitarra elétrica (com efeito leslie)[13]
- Paul McCartney – vocal harmônico, baixo
- George Harrison – vocal, guitarra elétrica (com tremolo)[13]
- Ringo Starr – bateria, bongô, pandeiro, maracas[13]
- George Martin – Órgão Lowrey